# تمدن نازکا

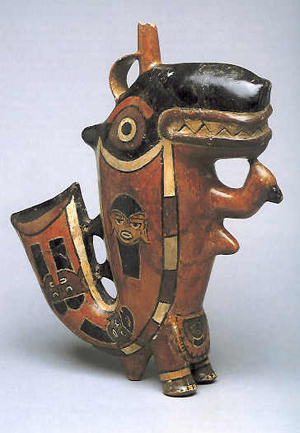
هنر مجسمه‌سازی نازکا. این اثر هم‌اکنون در موزه باستان‌شناسی لیما در کشور پرو نگهداری می‌شود.

تمدن نازکا یک قوم بسیار قدیمی در کشور پرو بودند که در خلال سال‌های ۱۰۰ پیش از میلاد تا ۸۰۰ پس از میلاد در صحراها و بیابان‌های پرو زندگی می‌کردند. عمده شهرت مردم نازکا به‌دلیل پدیده خطوط نازکا است. خطوطی پیچیده و بسیار طولانی به شکل اشکال حیوانات که بر روی زمین کشیده شده و به جز از ارتفاع بسیار بالا قابل رویت نیستند. از این‌رو آن‌ها احتمالاً هیچ‌گاه اثر هنری خود را ندیده‌اند. آن‌ها همچنین آب‌گذرهایی هم ساخته بودند که مشکل کم‌آبی آن منطقه جغرافیایی را برایشان تا حدی مرتفع می‌کرد.